# برایس تیلور
برایس تیلور (انگلیسی: Bryce Taylor؛ زادهٔ ۲۷ سپتامبر ۱۹۸۶) بازیکن بسکتبال اهل ایالات متحده آمریکا است.
از باشگاه‌هایی که در آن بازی کرده‌است می‌توان به باشگاه فوتبال بایرن مونیخ و بسکتبال مردان اورگن داکس اشاره کرد.